# Out of Time (R.E.M.)
Out of Time è il settimo album in studio del gruppo musicale statunitense R.E.M., pubblicato il 12 marzo del 1991 e anticipato dal singolo Losing My Religion.

## Descrizione
È l'album della definitiva consacrazione commerciale del gruppo, permettendogli di raggiungere la vetta delle classifiche mondiali, grazie in particolare ai singoli Losing My Religion e Shiny Happy People. Dal punto di vista musicale, riprende gli elementi pop del precedente Green e li combina con le sonorità acustiche che troveranno pieno compimento in Automatic for the People (1992).
Con oltre 18 milioni di copie vendute risulta l'album di maggior successo della band statunitense. In Italia vende circa 300 000 copie.

## Pubblicazione
La copertina si presenta con la scritta nera a fondo giallo "R.E.M. Out of Time". All'interno del libretto due vignette, riguardanti due persone. La prima rappresenta un signore con un vestito blu e un cappello dello stesso colore che guarda la locandina di un locale a luci rosse. La scritta a lato spiega che questa locandina, con la vetrina trasparente, ricorda il passato e lo spettacolo della vita. La seconda, con disegnato uno scalino e un uomo che ci cammina sopra, dice che dopo 75 anni di uso lo scalino in marmo venne rivestito. Non fu ricostruito o rimpiazzato ma ricoperto da una piattaforma di metallo.
In occasione del venticinquesimo anniversario dall'uscita, è stato nuovamente dato alle stampe col titolo Out of Time 25th Anniversary.

## Tracce
Testi e musiche di Bill Berry, Peter Buck, Mike Mills e Michael Stipe.
1. Radio Song – 4:16
2. Losing My Religion – 4:28
3. Low – 4:56
4. Near Wild Heaven – 3:19
5. Endgame – 3:48
6. Shiny Happy People – 3:44
7. Belong – 4:03
8. Half a World Away – 3:26
9. Texarkana – 3:36
10. Country Feedback – 4:07
11. Me in Honey – 4:06

## Formazione
- Michael Stipe - voce, melodica (traccia 5)
- Peter Buck - chitarra acustica (traccia 5, 8, 10), chitarra elettrica (tracce 1-7, 9-11), mandolino (tracce 2, 8)
- Mike Mills - basso (tracce 1-2, 4-7, 9, 11), organo (tracce 1, 3, 6, 8, 10), pianoforte (traccia 7), clavicembalo (traccia 8), percussioni (traccia 8), string machine (tracce 2, 9), cori (tracce 2, 4-9, 11)
- Bill Berry - batteria (tracce 1-2, 4, 6-7, 9, 11), percussioni, congas (traccia 3), basso (tracce 8, 11), pianoforte (traccia 4), cori (tracce 4, 7, 10)

### Altri musicisti
- David Arenz – violino (tracce 1, 3-6, 8-9)
- Ellie Arenz – violino (tracce 1, 3-6, 8-9)
- David Braitberg – violino (tracce 1, 3-6, 8-9)
- Andrew Cox – violoncello (tracce 1, 3-6, 8-9)
- Reid Harris – viola (tracce 1, 3-6, 8-9)
- Peter Holsapple – basso (tracce 1, 3), chitarra acustica (tracce 2, 6, 9), chitarra elettrica (traccia 7)
- Ralph Jones – contrabbasso (tracce 1, 3-6, 8-9)
- Kidd Jordan – sassofono baritono (tracce 1, 4), sassofono tenore (tracce 1, 5), sassofono alto (traccia 1), clarinetto basso (tracce 3, 5)
- John Keane – pedal steel guitar (tracce 9-10)
- Dave Kempers – violino (tracce 1, 3-6, 8-9)
- KRS-One – rapping (traccia 1)
- Scott Litt – echo-loop feed (traccia 1)
- Elizabeth Murphy - violoncello (tracce 1, 3-6, 8-9)
- Paul Murphy – viola (tracce 1, 3-6, 8-9)
- Kate Pierson – cori (traccia 4), voce (tracce 6, 11)
- Cecil Welch – flugelhorn (traccia 5)

## Classifiche

### Classifiche settimanali
| Classifica (1991) | Posizione massima |
| ----------------- | ----------------- |
| Australia         | 4                 |
| Austria           | 1                 |
| Canada            | 1                 |
| Finlandia         | 3                 |
| Francia           | 1                 |
| Germania          | 2                 |
| Italia            | 1                 |
| Norvegia          | 4                 |
| Nuova Zelanda     | 3                 |
| Paesi Bassi       | 1                 |
| Regno Unito       | 1                 |
| Spagna            | 3                 |
| Stati Uniti       | 1                 |
| Svezia            | 7                 |
| Svizzera          | 3                 |

### Classifiche di fine anno
| Classifica (1991) | Posizione |
| ----------------- | --------- |
| Australia         | 12        |
| Austria           | 3         |
| Canada            | 1         |
| Germania          | 5         |
| Italia            | 3         |
| Nuova Zelanda     | 9         |
| Paesi Bassi       | 2         |
| Regno Unito       | 6         |
| Spagna            | 5         |
| Stati Uniti       | 11        |
| Svizzera          | 3         |
| Classifica (1992) | Posizione |
| Regno Unito       | 47        |
| Stati Uniti       | 50        |